# Vasco Rouw
Vasco Rouw (Emmen, 6 januari 1988) is een Nederlands ondernemer en investeerder. Hij is bekend als de oprichter van Vasco Games, een bedrijf dat zich richt op de ontwikkeling van mobiele games, en The Millionaires Club, een platform dat financiële educatie biedt. In 2021/2022 raakte hij in opspraak vanwege zijn betrokkenheid bij het cryptoproject Xpose.

## Levensloop

### Vroege leven
Vasco Rouw werd geboren in Emmen en ontwikkelde al op dertienjarige leeftijd een interesse in het ontwikkelen van games. Zijn ouders, die zelf ondernemers waren, stimuleerden hem bij de ontwikkeling van zijn bedrijf, Vasco Games. Hij kreeg van de leerplichtambtenaar toestemming om school te verlaten om zich volledig op zijn bedrijf te kunnen richten.

### Carrière
Rouw begon zijn carrière in de game-industrie. In 2010 richtte hij Vasco Games op, een bedrijf dat zich richtte op het ontwikkelen van mobiele games. Het bedrijf had succes met verschillende games, waaronder Operate Now: Hospital, dat meer dan 10 miljoen keer werd gedownload. In 2019 sloot het bedrijf echter zijn deuren.
Naast zijn werk in de game-industrie, is Rouw ook actief in de wereld van cryptovaluta en vastgoed. Samen met rapper Boef richtte hij The Millionaires Club op, een platform dat zich richt op het creëren van financiële vrijheid. Hij is betrokken geweest bij verschillende crypto-projecten, waaronder Xpose. Ook voormalig Ajax-directeur Marc Overmars en BALR.-oprichter Ralph de Geus waren verbonden aan dit project. Dit project heeft echter controverse veroorzaakt, met beschuldigingen dat het een piramidespel was.

### Persoonlijk leven
Rouw is getrouwd en heeft drie kinderen.

## Media

### Radar
Op 13 september 2021 wijdt het consumentenprogramma Radar aandacht aan cryptocurrency. Xpose wordt in de aflevering besproken als een voorbeeld van een zogenaamd "pump-and-dump" scam, een soort piramidespel waarbij marktwaarde wordt gemanipuleerd door een hype te creëren om zo de prijs omhoog te drijven, om vervolgens zelf uit te stappen.. Rouw weigerde een reactie in de aflevering, maar laat na de uitzending in een schriftelijke reactie weten dat hij van mening is dat Xpose geen pump-and-dump project is.

### BOOS
In januari 2022 kwam Rouw opnieuw in opspraak vanwege zijn betrokkenheid bij crypto-project Xpose. Presentator Tim Hofman wijdde er met zijn programma BOOS twee afleveringen aan, waarin ze onder andere Rouw verantwoordelijk willen stellen voor de verliezen die Xpose bij investeerders heeft veroorzaakt. Het onderzoek voor deze aflevering was een samenwerking van het FD, BNR en BNNVARA, waaruit uiteindelijk de conclusie wordt getrokken dat Rouw een grote rol speelde in de coördinatie van Xpose. Rouw zelf ontkent dat hij geld heeft verdiend aan het project.

### Waar doen ze het van?
In het tweede seizoen van het EO-programma Waar doen ze het van?, is de familie Rouw een van de gezinnen waarvan de financiële huishouding een half jaar wordt gevolgd. De EO komt hierdoor in opspraak, omdat de controverse rondom Rouw en zijn betrokkenheid bij Xpose eerder al bekend werd gemaakt.

### Overige mediaoptredens
- Steenrijk, Straatarm (2021)
- De Molshoop (2021)
- Portemonneepraat (2022)